# Ionizációs kamra

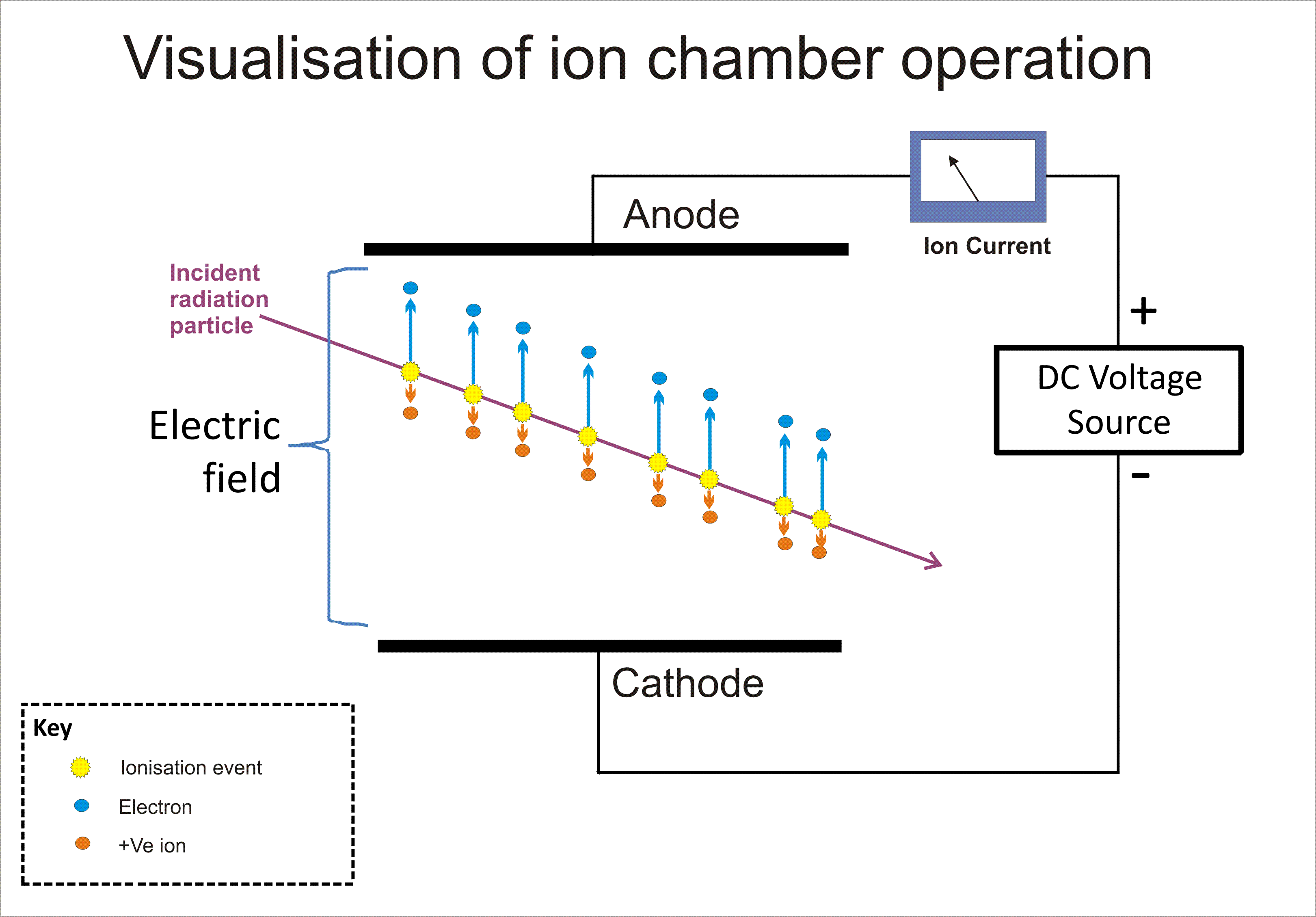
Ionizációs kamra működési elve

Az ionizációs kamra a gáztöltésű detektorok „alaptípusa”. A legegyszerűbb elrendezés lényegében két párhuzamos síkelektródot jelent, mely között valamilyen (nemes)gáz van. Az elektródok közé feszültséget kapcsolnak. Alaphelyzetben semmi sem történik, hiszen a gázok nem vezetik az áramot. Az elektródok közé jutott sugárrészecske viszont elektron-ion párok sokaságát hozza létre, amit áram-, ill. feszültségimpulzusként észlel a készülék. Egy-egy ilyen impulzus egy-egy részecske detektálását jelenti. A feszültséget jellemzően úgy állítják be, hogy az elektron-ion pároknak ne legyen idejük rekombinálódni, mert így nagyobb lesz a jel. A feszültségkarakterisztikát lásd a gáztöltésű detektoroknál. A hengeres tervezés egyik modern alkalmazása a 4 mm vastag és akár 1 m hosszú „szalmakamra”, melyből  az LHC ATLAS-detektorának belső részében sokat alkalmaznak, egyik komponensként szolgálva a nagyenergiájú proton-proton ütközésekben keletkező töltött részecskék nyomdetektálását.